# Helicoconis (Helicoconis) hirtinervis
Helicoconis (Helicoconis) hirtinervis is een insect uit de familie van de dwerggaasvliegen (Coniopterygidae), die tot de orde netvleugeligen (Neuroptera) behoort. 
Helicoconis (Helicoconis) hirtinervis is voor het eerst wetenschappelijk beschreven door Tjeder in 1960.